# Лемніската

Лемніскати з трьома фіксованими фокусами.

Лемніска́та (від лат. lemniscatus) — плоска алгебрична крива порядку {\displaystyle 2n}, у якій добуток відстаней від кожної точки до {\displaystyle n} заданих точок (фокусів) сталий.

## Етимологія
Назва «лемніската» походить від дав.-гр. λημνίσκος — стрічка, пов'язка. В Стародавній Греції «лемніскатою» називали бантик, за допомогою якого прикріплювали вінок до голови переможця спортивних ігор.

## Приклади
- Лемніскатою з одним фокусом ({\displaystyle n=1}) є коло радіусу {\displaystyle r}, а з двома фокусами — овал Кассіні.
- Окремим випадком овалу Кассіні є лемніската Бернуллі, названа на честь швейцарського математика Якоба Бернуллі, який поклав початок вивченню лемніскат.

## Рівняння
- Рівняння лемніскати на комплексній площині має вигляд

{\displaystyle \left|(z-z_{1})(z-z_{2})\ldots (z-z_{n})\right|=r^{n},\;z=x+iy,\;r>0.}

## Властивості
Довільну криву можна наблизити послідовністю лемніската. Зокрема, беручи різну кількість фокусів, розташовуючи їх по-різному і призначаючи ту чи іншу величину для добутку відстаней, можна отримувати лемніскати найхимерніших обрисів, наприклад, обриси людської голови або птиці.

## Лемніската Бернуллі
Лемніска́та Берну́ллі — крива, добуток відстаней кожної з точок якої до двох фокусів дорівнює квадрату половини відстані між фокусами. Ця лінія за формою нагадує вісімку. Автор цієї кривої, швейцарський математик Якоб Бернуллі, дав їй поетичну назву «лемніската». В античному Римі так називали бантик, за допомогою якого прикріплювали вінок до голови переможця у спортивних іграх.

### Рівняння лемніскати Бернуллі
Рівняння лемніскати Бернуллі в прямокутних координатах:
Рівняння в полярних координатах: